# Isole Vostočnye
Le isole Vostočnye (in russo Острова Восточные, ostrova Vostočnye; in italiano "isole orientali") sono un gruppo di 15 isole russe che fanno parte dell'arcipelago di Nordenskiöld e sono bagnate dal mare di Kara.
Amministrativamente appartengono al distretto di Tajmyr del Territorio di Krasnojarsk, nel Circondario federale della Siberia.

## Geografia
Le isole sono situate nella parte orientale dell'arcipelago di Nordenskiöld, vicine alle isole di Litke, che si trovano a ovest, e alle isole di Pachtusov, posizionate a sud-ovest. Lo stretto di Lenin (пролив Ленина, proliv Lenina) le separa da quest'ultimo gruppo, mentre a sud lo stretto di Matisen (пролив Матисена) separa tutto l'arcipelago di Nordenskiöld dall'isola Tajmyr e dalle gruppo di isole adiacenti ad essa. Le isole Vostočnye si trovano in un'area di 30 km, che è la distanza dall'isola più occidentale alla più orientale.
Come il resto dell'arcipelago, fanno parte della Riserva naturale del Grande Artico dal 1993.
Le isole del gruppo sono le seguenti:
- Isola di Bianki (о. Бианки), una delle tre isole più grandi e con l'altezza maggiore (97 m s.l.m.), si trova nella parte centrale.
- Isola Dal'nij (остров Дальний, in italiano "lontana"), è l'isola più orientale (76°42′48.95″N 98°02′16.34″E); si trova circa 4,5 km[2] a sud-est della punta meridionale dell'isola Nord. Dal'nij è lunga circa 2 km e larga 1,2 km[2] nel punto più largo, ha un'altezza massima di 16 m s.l.m.
- Isole di Dežnëv (острова Дежнёва), due piccole isole con un'altezza massima di 6 m; si trovano nella parte nord-ovest del gruppo; sono le più occidentali e le più vicine alle isole Tri Brata, che fanno parte delle isole di Litke (76°50′52.82″N 97°08′03.29″E). Le isole hanno preso il nome di Semën Dežnëv, un esploratore russo della Siberia che fu il primo europeo, nel 1648, a doppiare il promontorio più orientale dell'Asia e a navigare attraverso lo stretto di Bering, scoprendo che l'Asia non era unita all'Alaska.
- Isole di Evgenij Fёdorov (острова Евгения Фёдорова), due isole nella parte centro-settentrionale del gruppo.
- Isola Kamenistyj (остров Каменистый; in italiano "rocciosa"), una piccola isoletta a soli 200 m[2] dalla costa orientale dell'isola di Bianki (76°44′53.2″N 97°39′31.84″E).
- Isola di Leskinen (остров Лескинена), una piccola isoletta vicino all'estremità occidentale dell'isola Bianki (76°44′58.3″N 97°08′23.06″E). L'isola ha preso il nome dell'idrografo artico Vil'jam Janovič Leskinen (Вильям Янович Лескинен, 1895–1975)[3].
- Isola di Lovcov (остров Ловцова), una piccola isola nella parte meridionale del gruppo; si trova a est dell'isola di Tyrtov e dell'isola di Železnjakov, a circa 3 km[2] da quest'ultima (76°39′21.72″N 97°40′16.33″E). Ha preso il nome dell'idrografo artico Igor' Sergeevič Lovcov (Игорь Сергеевич Ловцов, 1918–1947)[4].
- Isola Matros (остров Матрос, "isola del marinaio"), un'isola rocciosa, lunga circa 4,5 km[2], con 54 m di altezza, nella parte settentrionale del gruppo, ad ovest della maggiore delle isole di Evgenij Fёdorov (76°50′17.93″N 97°23′12.96″E).
- Isola Nord (остров Норд), una delle isole maggiori, si trova nella parte nord-est del gruppo.
- Isola Salome (остров Саломе), una piccola isola di forma allungata, con una lunghezza di 1,8 km; si trova 1,9 km[2] a sud-ovest dell'isola Matros, tra quest'ultima e l'isola di Bianki (76°48′17.3″N 97°14′38.8″E).
- Isola di Tyrtov (остров Тыртов), la più meridionale e una delle tre isole più grandi del gruppo. Ha una forma irregolare che si estende da sud a nord per una lunghezza di 15 km. Sull'isola, dal 1940-1975, è stata in funzione una stazione meteorologica polare[5].
- Isola Volna (остров Волна), una piccola isoletta che misura circa 300 m per 200 m; è situata tra l'isola di Bianki e le isole di Evgenij Fёdorov (76°48′18.4″N 97°30′34.6″E), nello stretto Spokojnyj (пролив Спокойный). Le è stato dato, nel 1965, il nome della nave sovietica per i rilievi idrografici Volna[6]. In italiano volna significa "onda".
- Isola di Železnjakov (остров Железнякова), una piccola isola rocciosa a circa 500 m[2] dalla costa orientale della parte centrale dell'isola di Tyrtov 76°38′53.19″N 97°32′51.5″E. Ha un'altezza di 25 m. L'isola è stata scoperta nel 1902 da Fëdor Andreevič Matisen (Фёдор Андреевич Матисен, 1872-1921) capitano della Zarja, che le ha dato il nome del timoniere Vasilij Aleksandrovič Železnikov (Василий Александрович Железников, 1877—1960) che aveva partecipato alla spedizione polare guidata dal barone Eduard von Toll. L'isola fu registrata con un errore di ortografia Železnjakov invece di Železnikov[7].

## Isole adiacenti

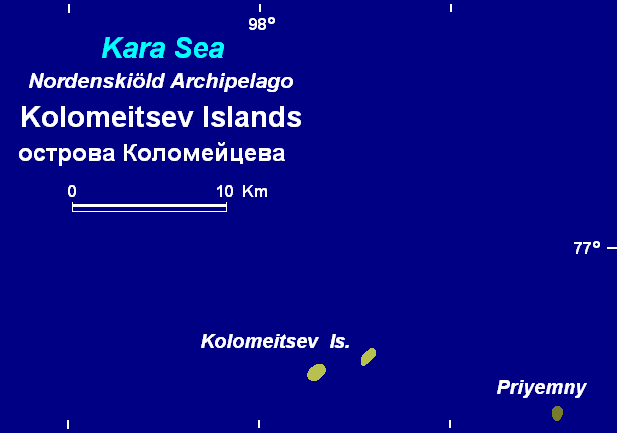
Le isole di Kolomejcev e Priëmnyj

- Isole di Kolomejcev (острова Коломейцева), due isole lunghe circa 1 km[2], con un'altezza di 12 e 13 m; si trovano circa 7,5 km[2] a nord dell'isola Nord e circa 40 km ad est dell'isola Russkij (76°54′13.76″N 97°48′35.66″E). Le isole hanno preso il nome del capitano Nikolaj Nikolaevič Kolomejcev, primo comandante della nave Zarja, durante la spedizione polare guidata dal barone Eduard von Toll per conto dell'Accademia imperiale russa delle Scienze.
- Isola Priëmnyj (остров Приёмный[8]), una piccola isoletta, la più occidentale di tutto l'arcipelago, a nord-ovest delle Vostočnye 76°53′35″N 98°31′38″E. Ha un'altezza di 6 m.